# Макарій (Тучапський)

варіант гербу Правдич

Мака́рій Туча́пський (? — 1549) — намісник митрополита Київського, Галицького та всієї Руси в Галичині (1535—39). З 1539 — перший (по відновленні Галицької єпархії після майже 80-річної перерви) православний єпископ львівський, висвячений київським митрополитом Макарієм II. Ініціатор скликання 1539 р. Львівського собору, що сприяв відновленню занепалого православного церковного життя. При церкві св. Юра він заклав крилос (капітулу), членами якого стали парохи 11 церков Львова (1540 рік). Представник роду Тучапських гербу Правдич.

## Життєпис
Батько — Рафаїл Тучапський. Макарій Тучапський — львівський міщанин, купець, активний діяч української громади. З його іменем пов'язане впорядкування українського церковного життя після тривалої кризи церковних структур, що наступила з ліквідацією Галицької митрополії.
Після того, коли Ісакій (Гдашицький) був усунутий з посади львівського владики, а Яцко Сикора — «правдивий заушник» латинського архиєпископа Львова — ним же й був номінований на відібрану від Гдашицького посаду, король Сигізмунд І Старий на прохання духовенства, шляхти, русько-литовських князів і магнатів, дружини — королеви Бони надав у Кракові 23 жовтня 1539 р. привілей про проголошення Макарія Тучапського єпископом колишньої Галицької митрополії без згоди католицького архієпископа Львова Бернарда Вільчека (під час конфлікту з ним звертався, зокрема, до свого «протектора» — Яна Амора Тарновського) і рекомендацією, що Макарій Тучапський повинен сам подбати про своє висвячення у Київського митрополита, яке він отримав 22 лютого 1540 року в Новогрудку. Під юрисдикцію Макарія Тучапського перейшли «земля Руська і Подільська з повітами Галицьким, Львівським, Кам‘янецьким, Снятинським, Теребовлянським», усі церкви, монастирі та духовенство на цих теренах. 22 лютого 1540 р. у тодішній митрополичій резиденції (м. Новгородку) відбулася хіротонія Макарія Тучапського на єпископа. Чин висвячення соборно здійснили всі українські та білоруські православні архієреї – митрополит Київський Макарій (1534-1555), єпископи Полоцький, Вітебський і Мстиславський Симеон (1540-1545), Володимирський і Берестейський Геннадій (1536-1547), Луцький і Острозький Арсеній (1534-1540), Турівський і Пінський Вассіан (1540-1552), Перемишльський і Самбірський Лаврентій (Олександр, Арсеній, Олехно Терлецький) (1532-1549), Холмський і Більський Іона (Сосновський) (1533-1545). Тоді ж єпископ Макарій (Тучапський) підписав присяжну грамоту, якою визнавав себе “дворним єпископом з рамени митрополита”, зобов’язавшись не відновлювати чи створювати нову Галицьку митрополію й антимінси для храмів підписувати від імені київського митрополита.
У 1539 році Сигізмунд I Старий передав єпископу у володіння Унівський Святоуспенський монастир з усіма маєтностями. Це рішення призвело до нападів на обитель, судових процесів. 30 липня 1542 року Сигізмунд І Старий розглянув суперечку між єпископом львівсько-галицьким та архимандритом.
Королівська грамота про заснування Львівської православної кафедри обумовила право єпископа отримувати річний податок з парафіяльного духовенства, так зване «куничне», у розмірі 12 ґрошів.
У 1547 році Львівський єпископ Макарій Тучапський, Перемиський єпископ Арсеній та Києво-Галицький митрополит Макарій II звертаються з окружними посланнями до духовенства і мирян: розпочати будівництво нової Успенської церкви. Фундамент було закладено на місці колишньої церкви Трьох Святителів у Руському кварталі Львова. Проте складок міщан було замало, будівництво просувалось повільно: його вдалося завершити тільки 1559 року.

## Вшанування пам'яті
У Львові існує вулиця Тучапського.

## Джерело
- Грушевський М Історія України-Руси. — Т. V.
- Зубрицький Д. Хроніка міста Львова. — Львів : Центр Європи, 2002. — С. 144, 147, 148, 155, 164.
- Niesiecki K. Korona polska przy złotej wolności Starożytnemi Wszystkich Kathedr, Prowincyi y Rycerstwa Kleynotami Heroicznym Męstwem y odwagą, Naywyższemi Honorami a naypierwey Cnotą, Pobożnością y Swiątobliwością Ozdobion… — Lwów: w drukarni Collegium Lwowskiego Societatis Jesu, 1743. — Т. 4. — 820 s. — S. 399. (пол.)
- Uniów // Słownik geograficzny Królestwa Polskiego. — Warszawa : Druk «Wieku», 1892. — Т. XII. — S. 807. (пол.) — S. 807—808. (пол.)
- Петрушко В. И. Некоторые предположения о судьбе первого православного епископа Львовского Макария (Тучапского) // Христианское чтение. 2025. - № 1. - С. 79–89.